# Roger Gustafsson (konstnär)
För andra betydelser, se Roger Gustavsson.
Roger Gustafsson, född den 13 september 1947 i Ekenäs, död den 23 juni 2013 i Esbo, var en finsk ingenjör, konsthistoriker, kurator och konstnär.
Gustafsson har modifierat 40 mumintroll, som hade ställts ut på Amos Andersons konstmuseum. Han var ledamot i styrelser för bland andra Espoo Museum of Modern Art och Konsthallen i Helsingfors. Sin pro gradu gjorde han med temat "Kari Jylhäs konstnärskap" vid Åbo Akademi år 2007.
Gustafsson fick Pro Sculptura-medaljen av Finska skulptörföreningen.